# Brunhättad tesia
Brunhättad tesia (Tesia everetti) är en fågel i familjen cettisångare inom ordningen tättingar.

## Utseende och läte
Brunhättad tesia är en liten och långbent sångfågel som ser ut att nästan helt sakna stjärt. Fjäderdräkten är brun med rostfärgad hjässa och subtilt ljusbrunt ögonbrynsstreck. Sången består av en serie med sju toner som först stiger kraftigt och sedan faller. Bland andra läten hörs vassa "chip".

## Utbredning och systematik
Brunhättad tesia har sitt utbredningsområde i västra Små Sundaöarna i Indonesien. Den delas upp i två underarter med följande utbredning:
- Tesia everetti sumbawa – förekommer på Sumbawa
- Tesia everetti everetti – förekommer på Flores

### Familjetillhörighet
Brunhättad tesia placerades tidigare i den stora familjen sångare (Sylviidae). DNA-studier har dock visat att arterna i familjen inte är varandras närmaste släktingar och har därför delats upp i ett antal mindre familjer. Brunhättad tesia med släktingar förs idag till familjen cettisångare (Cettiidae eller Scotocercidae) som är nära släkt med den likaledes utbrytna familjen lövsångare (Phylloscopidae) men också med familjen stjärtmesar (Aegithalidae). Även de två afrikanska hyliorna, numera urskilda i egna familjen Hyliidae, anses höra till gruppen.

## Levnadssätt
Brunhättad tesia är en aktiv liten fågel som ses enstaka i lägre undervegetationen i skogsbryn och buskmarker i bergstrakter.

## Status och hot
Arten har ett stort utbredningsområde, men tros minska i antal, dock inte tillräckligt kraftigt för att den ska betraktas som hotad. Internationella naturvårdsunionen IUCN listar arten som livskraftig (LC).

## Namn
Släktesnamnet Tesia kommer av det nepalesiska ordet Tisi för gråbröstad tesia (Tesia cyaniventer). Fågelns vetenskapliga artnamn hedrar Alfred Hart Everett (1848-1898), engelsk administratör i Sarawak 1872-1890, naturforskare och samlare av specimen i Filippinerna och Ostindien.